# Grand Prix Formule 1 van Italië 2003
De Grand Prix Formule 1 van Italië 2003 werd gehouden op 14 september 2003 op het Autodromo Nazionale Monza in Monza.

## Uitslag
| Positie | Nummer | Rijder                | Team               | Ronden | Tijd/Opgave     | Startplaats | Punten |
| ------- | ------ | --------------------- | ------------------ | ------ | --------------- | ----------- | ------ |
| 1       | 1      | Michael Schumacher    | Scuderia Ferrari   | 53     | 1:14:19.838     | 1           | 10     |
| 2       | 3      | Juan Pablo Montoya    | Williams-BMW       | 53     | +5.294          | 2           | 8      |
| 3       | 2      | Rubens Barrichello    | Scuderia Ferrari   | 53     | +11.835         | 3           | 6      |
| 4       | 6      | Kimi Räikkönen        | McLaren - Mercedes | 53     | +12.834         | 4           | 5      |
| 5       | 4      | Marc Gené             | Williams-BMW       | 53     | +27.891         | 5           | 4      |
| 6       | 16     | Jacques Villeneuve    | BAR-Honda          | 52     | +1 Ronde        | 10          | 3      |
| 7       | 14     | Mark Webber           | Jaguar Racing      | 52     | +1 Ronde        | 11          | 2      |
| 8       | 8      | Fernando Alonso       | Renault            | 52     | +1 Ronde        | 20          | 1      |
| 9       | 9      | Nick Heidfeld         | Sauber - Petronas  | 52     | +1 Ronde        | 16          |        |
| 10      | 11     | Giancarlo Fisichella  | Jordan-Ford        | 52     | +1 Ronde        | 13          |        |
| 11      | 12     | Zsolt Baumgartner     | Jordan-Ford        | 51     | +2 Rondes       | 18          |        |
| 12      | 18     | Nicolas Kiesa         | Minardi - Cosworth | 51     | +2 Rondes       | 19          |        |
| 13      | 10     | Heinz-Harald Frentzen | Sauber - Petronas  | 50     | Transmissie     | 14          |        |
| DNF     | 5      | David Coulthard       | McLaren - Mercedes | 45     | Benzinedruk     | 8           |        |
| DNF     | 20     | Olivier Panis         | Toyota             | 35     | Remmen          | 9           |        |
| DNF     | 19     | Jos Verstappen        | Minardi - Cosworth | 27     | Olielek         | 17          |        |
| DNF     | 17     | Jenson Button         | BAR-Honda          | 24     | Versnellingsbak | 7           |        |
| DNF     | 21     | Cristiano da Matta    | Toyota             | 3      | Banden          | 12          |        |
| DNF     | 15     | Justin Wilson         | Jaguar Racing      | 2      | Versnellingsbak | 15          |        |
| DNF     | 7      | Jarno Trulli          | Renault            | 0      | Hydrauliek      | 6           |        |

## Wetenswaardigheden
- In deze race reden negen coureurs mee die ooit voor Minardi hadden gereden of nog gaan rijden: Gené, Trulli, Alonso, Fisichella, Baumgartner, Webber, Wilson, Kiesa en Verstappen.
- Ook reden negen coureurs coureurs mee die ooit voor Williams hadden gereden of nog gaan rijden: Montoya, Barrichello, Gené, Villeneuve, Webber, Heidfeld, Frentzen, Coulthard en Button.
- Marc Gené verving de gewonde Ralf Schumacher in deze race en scoorde zijn beste positie ooit.
- Met een gemiddelde snelheid van 247,585 km/h was dit de snelste Formule 1-race ooit gereden.

## Statistieken
| Snelste ronde | Michael Schumacher | Scuderia Ferrari | 1:21.832 |

1921 · 1922 · 1923 · 1924 · 1925 · 1926 · 1927 · 1928 · 1931 · 1932 · 1933 · 1934 · 1935 · 1936 · 1937 · 1938 · 1947 · 1948 · 1949 · 1950 · 1951 · 1952 · 1953 · 1954 · 1955 · 1956 · 1957 · 1958 · 1959 · 1960 · 1961 · 1962 · 1963 · 1964 · 1965 · 1966 · 1967 · 1968 · 1969 · 1970 · 1971 · 1972 · 1973 · 1974 · 1975 · 1976 · 1977 · 1978 · 1979 · 1980 · 1981 · 1982 · 1983 · 1984 · 1985 · 1986 · 1987 · 1988 · 1989 · 1990 · 1991 · 1992 · 1993 · 1994 · 1995 · 1996 · 1997 · 1998 · 1999 · 2000 · 2001 · 2002 · 2003 · 2004 · 2005 · 2006 · 2007 · 2008 · 2009 · 2010 · 2011 · 2012 · 2013 · 2014 · 2015 · 2016 · 2017 · 2018 · 2019 · 2020 · 2021 · 2022 · 2023 · 2024 · 2025